# 斯特凡诺·特拉维萨尼
斯特凡诺·特拉维萨尼（義大利語：Stefano Travisani，1985年9月16日—），意大利男子射箭运动员。他曾代表意大利参加2020年夏季残疾人奥林匹克运动会射箭比赛，获得混合团体公开级反曲弓银牌。